# Annike Krahn
Annike Krahn (Bochum, 1 de julho de 1985) é uma futebolista alemã. Foi medalhista olímpica pela seleção de seu país.

## Carreira
Krahn fez parte do elenco da Seleção Alemã de Futebol Feminino, nas Olimpíadas de 2016.